# Frontière entre l'Alabama et la Floride
La frontière entre la Floride et l'Alabama est une frontière intérieure des États-Unis délimitant les territoires de la Floride au nord et à l'ouest avec  l'Alabama au nord. 
Le tracé débute à l'ouest par le cours du fleuve Perdido de son embouchure jusqu'au 31e parallèle nord, en amont. Elle suit ensuite le 31e parallèle nord jusqu'à rivière Chattahoochee.

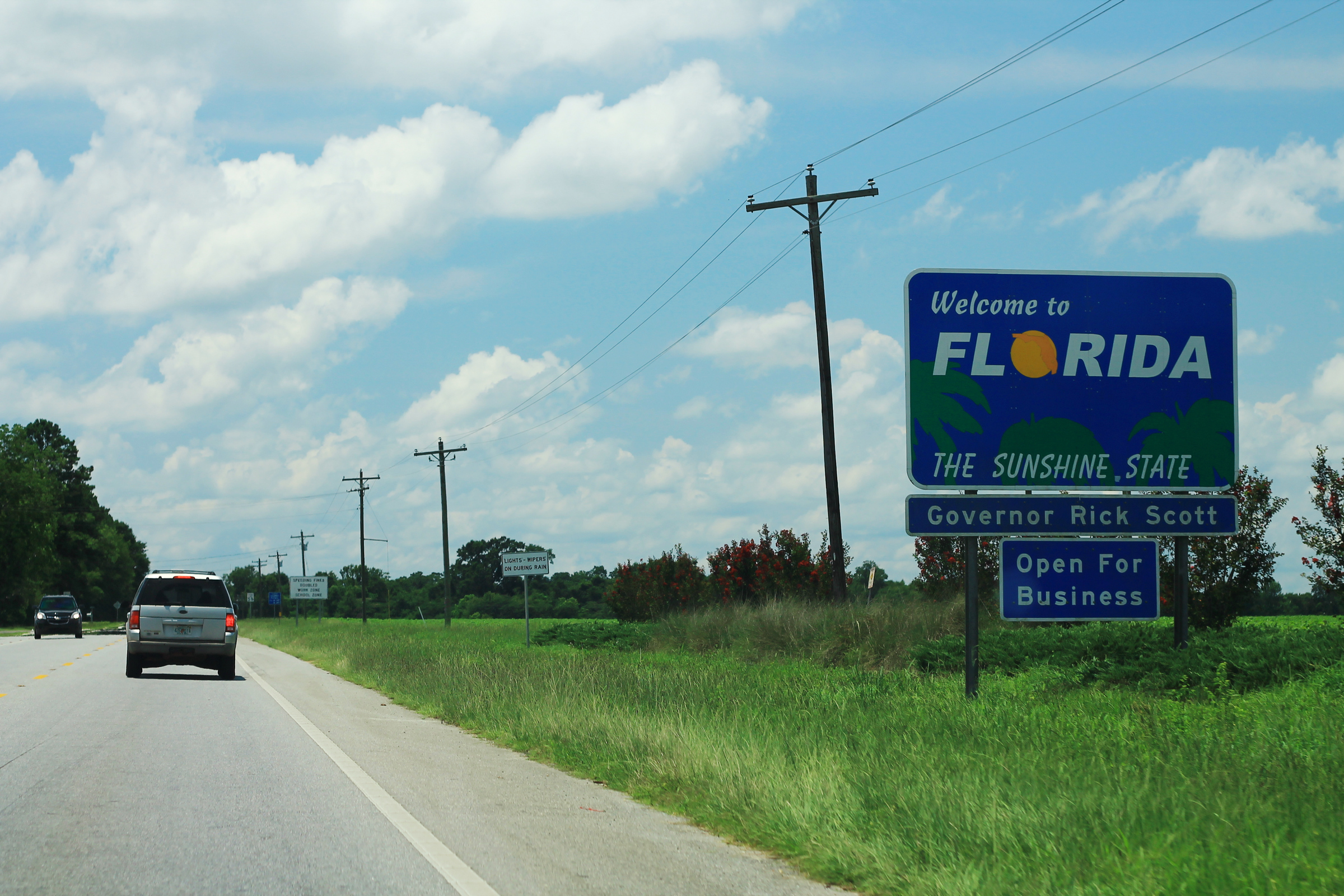
Entrée en Floride depuis l'Alabama.